# Mitrophrys boisduvalii
Mitrophrys boisduvalii är en fjärilsart som beskrevs av Jean Baptiste Boisduval 1874. Mitrophrys boisduvalii ingår i släktet Mitrophrys och familjen nattflyn. Inga underarter finns listade i Catalogue of Life.